# Плетење
Плетење је начин производње текстилних тканина преплитањем петљи предива са петљама од истог или другог предива. Користи се за израду многих врста одевних предмета, може се обавити ручно или машински. Разликује се од типа и тежине предива, величини игле, типа шава и тканине која се користи.

## Историја
Реч плетење је изведена од речи knot и од староенглеског cnyttan, што значи чвор. Тачно порекло термина је непознато, а најранији познати примери плетења су памучне чарапе из 11. века пронађене у остацима Фустата. Плетење без чворова је техника стварања тканине која је претходила и плетењу и хеклању. У Европи је плетење почело да се практикује у 15. веку у Италији и Шпанији. Први комерцијални радови се појављују у западној Европи почетком 15. века, у Турни 1429. и Барселони 1496. године. Занимање „плетач капа” је описала Маргарет Раутлеџ Јео из Лондона 1473. Године 1589. је откривена машина за плетење и тада је ручно плетење постало занат који су користили људи са села. Ускоро је ручно плетење постало активност у слободно време и за богате. Енглески римокатолички свештеник и бивши англикански бискуп Ричард Рат је написао историју заната у својој књизи A History of Hand Knitting 1987. године. Његова колекција књига о плетењу се сада налази на Универзитету у Саутемптону.